# Little Calf Island
Little Calf Island ist eine Insel im Boston Harbor. Sie liegt 9,2 mi (14,8 km) vom Bostoner Stadtzentrum entfernt auf dem Gebiet des Bundesstaats Massachusetts der Vereinigten Staaten. Sie wird vom Massachusetts Department of Conservation and Recreation (DCR) verwaltet und ist Teil der Boston Harbor Islands National Recreation Area.

## Geographie

### Geologie
Die Insel besteht aus einem einzigen Felsen, der bis zu 20 ft (6,1 m) aus dem Wasser ragt.

### Flora und Fauna
Little Calf Island dient vielen Vögeln wie Möwen und Kormoranen als Nistplatz. Es gibt keine Vegetation. Die weitere Tierwelt der Insel ist noch Gegenstand wissenschaftlicher Untersuchungen.

## Sehenswürdigkeiten
Die Insel bietet keine besonderen Sehenswürdigkeiten. Die Behörden raten im Gegenteil davon ab, sich ihr zu nähern, insbesondere während der Brutzeit der dort lebenden Vögel.